# مشروع قناة بن غوريون

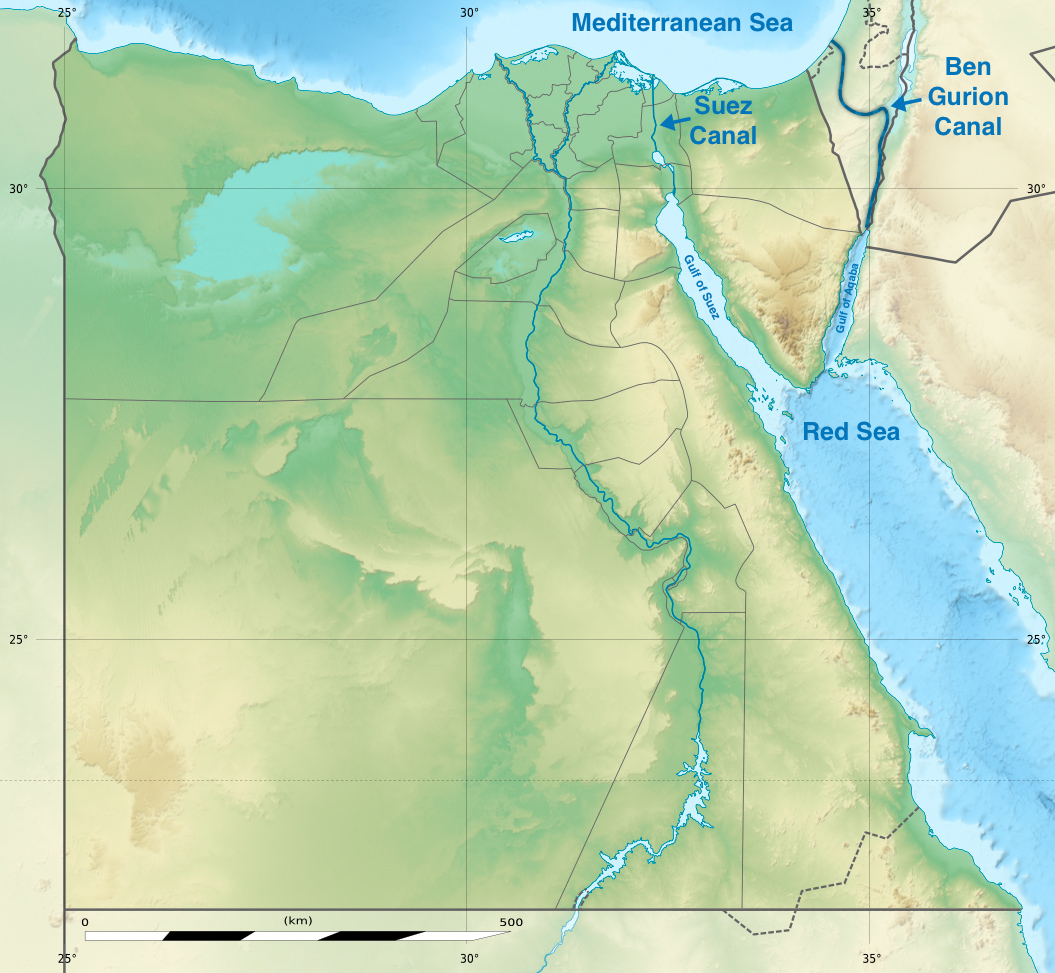
مقارنة بين قناة بن غوريون وقناة السويس

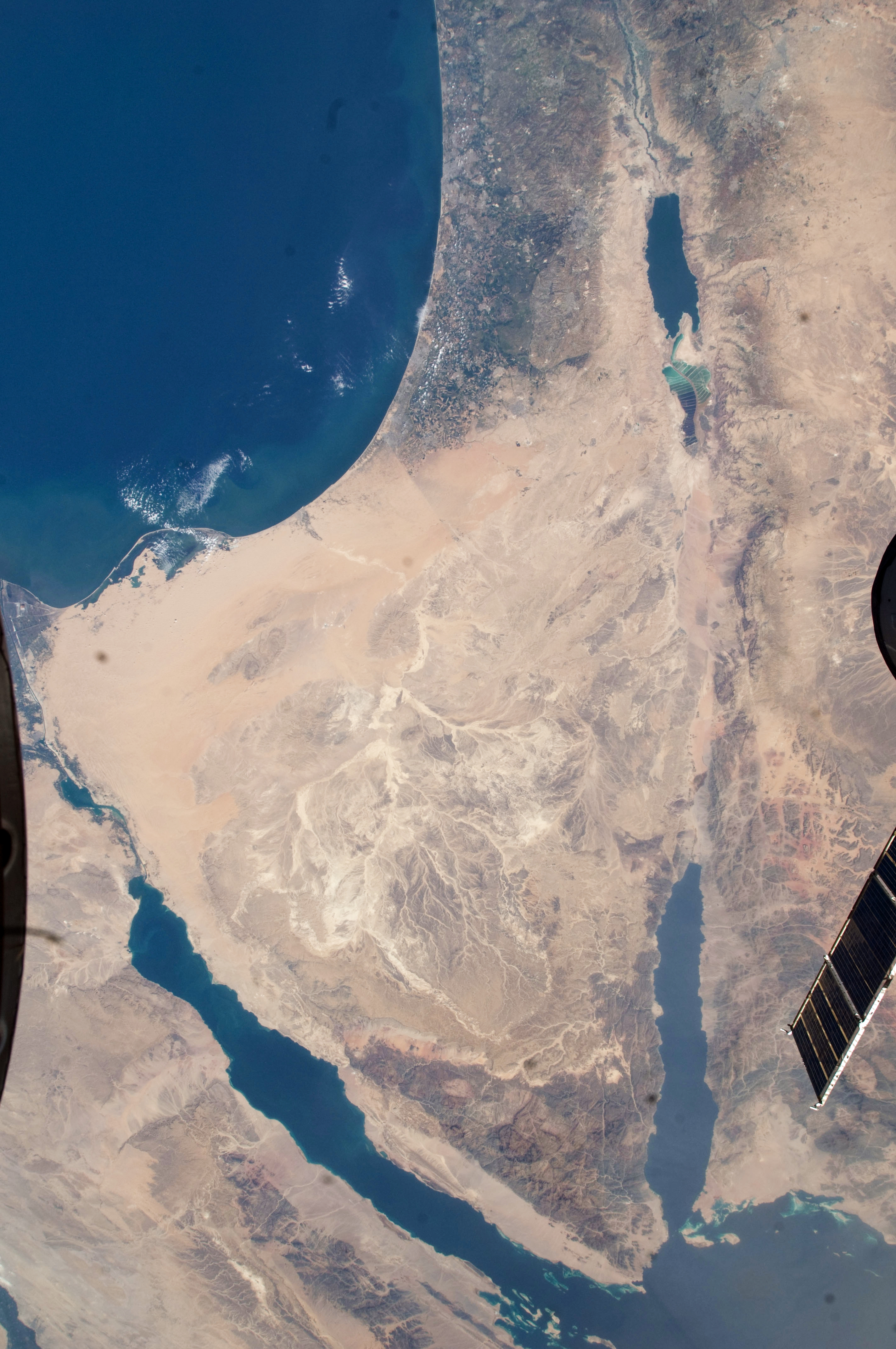

مشروع قناة بن غوريون أو القناة الإسرائيلية هو مشروع مقترح لقناة مائية في دولة إسرائيل يهدف إلى الربط بين خليج العقبة والبحر الأبيض المتوسط. يُقترح أن تسمى القناة على اسم دافيد بن غوريون الأب المؤسس أول رئيس وزراء له. تُقدم القناة على أنها منافس لقناة السويس المصرية والتي مرت بمحطات كثيرة كمنع إسرائيل من الإبحار فيها وفي مضيق تيران [الإنجليزية] وغلقها في 1956 و1957 [الإنجليزية] وغلقها من 1967 إلى 1975 [الإنجليزية] وتعطلها في 2021، وقد بلغت إيرادات قناة السويس 9.4 مليار دولار في السنة المالية 2022/2023. يُتوقع أن يبلغ طول قناة بن غوريون إن أُنشئت 292.9 كم (182 ميل) أي أنها أطول بقرابة الثلث من قناة السويس (193.3 كم). تُقدر تكلفة إنشاء القناة الإسرائيلية من 15 إلى 55 مليار دولار أمريكي.

## المسار المقترح
يُقترح أن تمتد القناة من الجنوب إلى الشمال ابتداءً من خليج العقبة مرورُا بالمدينة الحدودية إيلات ثم إلى وادي عربة بمسافة تبلغ 100 كم بين جبال النقب والمرتفعات الأردنية ثم تنحرف غربًا قبل بلوغ البحر الميت وحوضه، والذي ينخفض 430.5 متر عن مستوى سطح البحر حيث تتجه القناة إلى وادٍ في سلسلة جبال النقب ثم تنحرف شمالًا مرة أخرى متجهةً إلى البحر المتوسط ومتفاديةً قطاع غزة.

## مقترحات قديمة لحفر القناة
أعدَّت وزارة الطاقة الأمريكية ومختبر لورانس ليفرمور الوطني خطةً مقترحة في يوليو 1963 نُشرت في وثيقة سرية وقتئذٍ واقترحا فيها دفن 520 قنبلة نووية وتفجيرها للمساعدة في عملية الحفر في تلال وادي النقب، وقد رُفعت السرية عن هذه الوثائق في 1993.